# الآنسة حنفي (فلم)
الأنسة حنفي هو فيلم كوميدي مصري تم إنتاجه سنة 1954م، من بطولة إسماعيل ياسين وسليمان نجيب، وماجدة، وزينات صدقي، ومن إخراج فطين عبد الوهاب، تدور أحداث الفيلم حول «حنفي» الأخ الذي يتعامل بمنتهى القسوة مع زوجة أبيه وابنتها لمجرد أنهم إناث، إلى أن يضطر إلى إجراء عملية، تحوله إلى أنثى. ويعتبر أول فيلم عن التحول الجنسي في المجتمع المصري.

## أحداث الفيلم
يتناول الفيلم، في مدة ساعة وعشرين دقيقة، قصة شاب متزمت اسمه «حنفي» يحاول أن يفرض سيطرته على ابنة زوجة أبيه «نواعم»، ويمارس سلطته الذكورية، وذلك بمنعها من الخروج والتحكم في طريقة عيشها، وفي ليلة الزفاف يصاب بمغص حاد فينقل على أثره إلى المستشفى، حيث تجرى له عملية جراحية ليتحول بعدها إلى «فيفي»، وبعدا عودتها إلى المنزل تقع في حب أبو سريع العامل في محل جزراة والدها، ثم تهرب معه وتتزوجه، بعد أن تلد أربعة أطفال توائم.

## بطاقة الفيلم
قصة وسيناريو وإنتاج: جليل البنداري
الدعاية: شركة النيل للإعلان
التوزيع: شركة النيل للسينما
الموسيقى التصويرية: إبراهيم حجاج
إخراج: فطين عبد الوهاب

## شخصيات الفيلم
إسماعيل ياسين يجسد دور حنفي
ماجدة تجسد دور نواعم
رياض القصبجي يجسد دور أبو سريع
زينات صدقي تجسد دور فلة
عمر الحريري يجسد حسن
سليمان نجيب يجسد دور حسونة بيه
وداد حمدي تجسد دور زكية ست أشهر
عبد الفتاح القصري يجسد دور المعلم
جمالات زايد تجسد دور الخاطبة أم السعد
محمد شوقي يجسد دور العريس
عبد الغني النجدي يجسد دور العسكري
محمد غنيم يجسد دور عوض
عثمان أباظة يجسد دور دندراوي
محمد عبد العظيم يجسد دور الطبيب
حسن أبو زيد يجسد دور الماذون
شفيق جلال يجسد دور المغني البلدي
ثريا سالم تجسد دور الراقصة
نعمت مختار تجسد دور الراقصة
ليزو ولين تجسدان الراقصتان
مطاوع عويس يجسد دور رجل الحارة
طوسون معتمد يجسد دور رجل الحارة
سميحة محمد تجسد دور زفة حنفي'

## الجانب الواقعي من القصة
يحكى أن بطلة القصة الحقيقية هي فاطمة إبراهيم داوود، سليلة ميت غمر بمحافظة الدقهلية، التي تزوجت والدتها، بعدما توفي والدها، لتتركها وشقيقاتها في رعاية جدها، الذي توفي بعد فترة قصيرة، فخرجت فاطمة للعمل حتى تستطيع كفالة شقيقاتها الصغيرات.
وبعدما نجحت في مختلف الأعمال الشاقة، أعجب بها أهل القرية، وتقدم لخطبتها العديد لكنها دائما ما ترفض فكرة الزواج. وبعد ضغط الأهل، والعديد من الصراعات، قررت أن تعترف لهم أنها تشعر بالنفور تجاه الرجال.
وبعد ذلك تم عرضها على الدكتور جورجي إلياس، بمدينة الزقازيق، والذي أوصى بدوره بعرض حالتها على أطباء قصر العيني في القاهرة، والذين قرروا إبقائها في المستشفى لإجراء عملية جراحية خاصة، تحولت بعدها إلى شاب كامل الرجولة، أطلق على نفسه اسم علي وبعد فترة خطب علي فتاة من قريته تدعى فاطمة.

## مقتطف من الفيلم
في مشهد من مشاهد الفيلم حيث يدور حوار بين «نواعم» و«فيفي»، تقول الأولى للثانية: ليسا عيبا أن يتحول الرجل إلى امرأة، أو أن تتحول المرأة إلى رجل، بل العيب أن يكون الرجل أناني ويحرم البنت من التعليم، ويتركها تعيش في سجن، مثل السجن الذي نعيش فيه نحن.
وترد عليها الثانية، أي «فيفي»: ما الذي ينقصك/ يخصك؟ ألا تأكلين؟ ألا تشربين؟ هل تركك أحد بالجوع؟
ترد عيها «نواعم»: الحياة ليست هي الأكل والشرب فقط، لابد أن تكون عند كل واحد منا في الحياة رسالة، ورسالة البنت هي أن تدرس وتتعلم، لكي تستعد جيدا لليوم الذي تصبح فيه أما مسؤولتا عن تربية أبنائها.

## روابط خارجية
- مقالات تستعمل روابط فنية بلا صلة مع ويكي بيانات